# Dennis Cubic

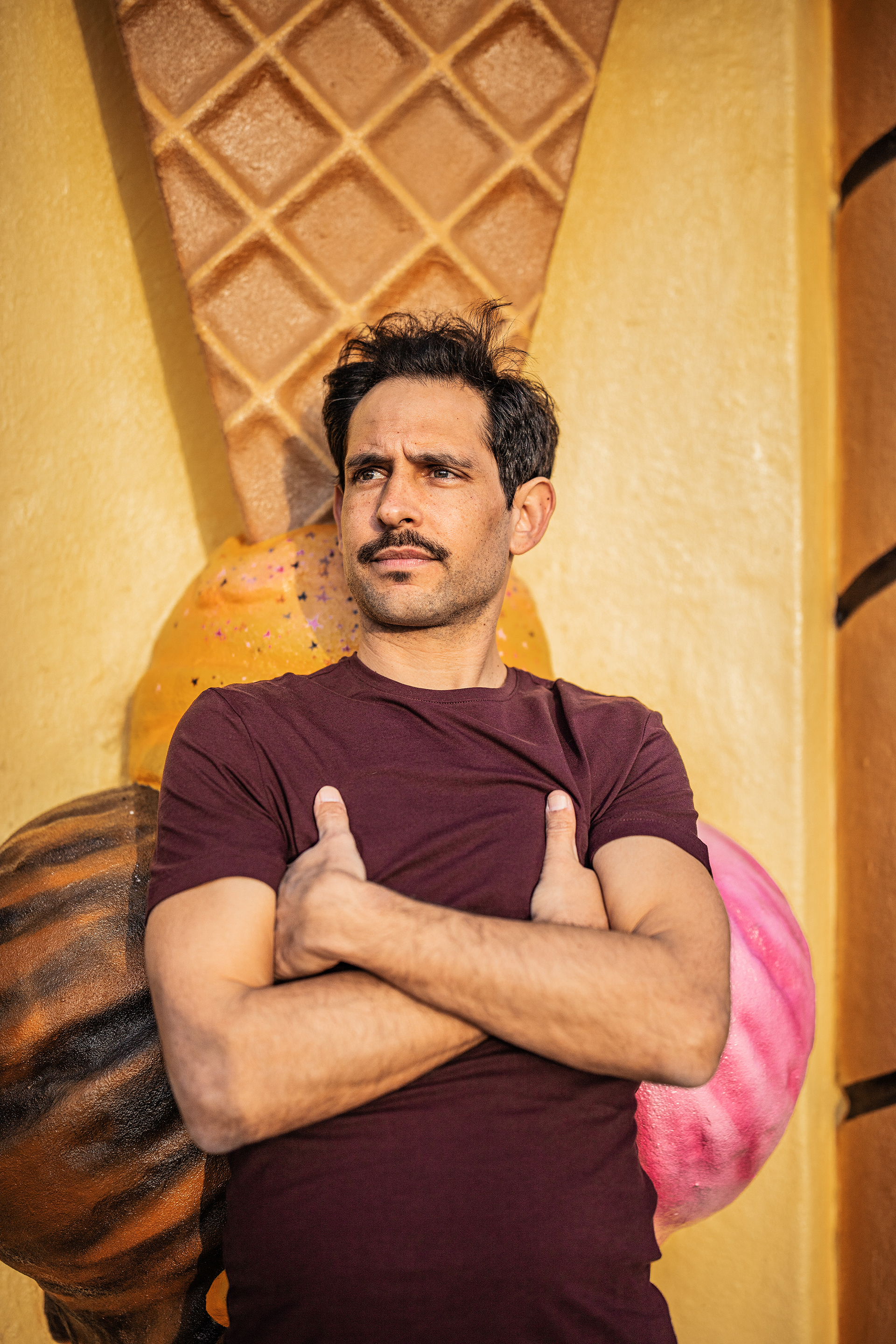
Dennis Cubic 2021

Dennis Cubic (* 14. Januar 1978 in Frankfurt am Main) ist ein deutscher Schauspieler.

## Leben
Dennis Cubic wuchs in Eschborn bei Frankfurt am Main auf. Sein Vater stammt aus Kroatien, seine Mutter aus Nordrhein-Westfalen.
Nach dem Abitur studierte er Schauspiel am Max Reinhardt Seminar in Wien. Während des Studiums spielte er in dem österreichischen Kinofilm Antares von Götz Spielmann mit, wofür ihm 2005 der Undine Award als bestem Filmdebütanten verliehen wurde. Zudem wurde er als bester Schauspieler in einem Kinofilm auf dem Baja California Filmfestival nominiert.
Dennis Cubic lebt abwechselnd in Wien und Frankfurt am Main.

## Bühne
Als freier Schauspieler stand Dennis Cubic  auf verschiedenen Bühnen, u. a. im Theater in der Josefstadt, Schauspiel Frankfurt, im Stadttheater Klagenfurt, im Künstlerhaus Mousonturm in Frankfurt, im Théâtre National du Luxembourg, im Cameri-Theater in Tel Aviv, im Werk X in Wien, bei den Vereinigten Bühnen Bozen und im Landestheater Niederösterreich.
Er arbeitete u. a. mit den Regisseuren Stephanie Mohr, Milan Peschel, Alexander Simon, Josef Ernst Köpplinger, Thomas Birkmeir, Frank Panhans, Ali M. Abdullah, Pedro Martins Beja, Angela Richter, Matthias Freihof und Folke Braband zusammen.

## Theater
- 2023 Nein zum Geld, Neue Bühne Villach (Regie: Michael Weger)
- 2023 MINIHORROR, Theater am Werk (Regie: Asli Kislal)
- 2022 Mein Fall, Werk X Wien (Regie: Ali Abdullah)
- 2020 Christoph Kolumbus, Landestheater Niederösterreich (Regie: René Medevešek)
- 2018 Liliom (Fiscur), Landestheater Niederösterreich (Regie: R. Frey)
- 2018 König Lear (Edmund), Stadttheater Klagenfurt (Regie: S. Mohr)
- 2017 Don Quijote (Samson Carrasco), Theatersommer Haag (Regie: S. Mohr)
- 2017 Demokratische Nacht – Du Prolet!, Werk X, Wien / Residenztheater München (Regie: H. Posch)
- 2016 It‘s a free world, Werk X, Wien (Regie: A. Simon)
- 2016 Unterwerfung (Soumission), Werk X, Wien (Regie: A. M. Abdullah)
- 2015 Räuber – Das Leben stiehlt auch nur vom Tod (Karl Mohr), Werk X, Wien (Regie: M. Beja)
- 2015 Hannah und ihre Schwestern, Werk X, Wien / Residenztheater München (Regie: M. Peschel)
- 2014 Seelenkalt, Werk X, Wien (Regie: A. M. Abdullah)
- 2013 Gegen die Wand (Seref) Garage X, Wien (Regie: A. Simon)
- 2012 Karte und Gebiet (Jed Martin) Garage X, Wien (Regie: A. M. Abdullah)
- 2012 Nach dem Zorn (Che Guevara), Mousonturm, Frankfurt a. M. (Regie: S. Bittoun)
- 2012 Was geschah, nachdem Nora ihren Mann verlassen hatte oder Stützen der Gesellschaften (Torvald Helmer) Garage X, Wien (Regie: A. M. Abdullah)
- 2011 Leiwand Empire Garage X, Wien (Regie: A. Richter)
- 2011 Nackt unter Kokosnüssen, Mousonturm, Frankfurt a. M. (Regie: S. Bittoun)
- 2010 Unfun (Atal) Garage X, Wien (Regie: A. M. Abdullah)
- 2010 Das weite Land (Oberstleutnant Stanzides), Theater in der Josefstadt (Regie: J. E. Köpplinger)
- 2010 The Sunshine play (Dan), Theater an der Gumpendorfer Straße, Wien (Regie: K. Cherif)
- 2009 Ganze Kerle, Stadttheater Klagenfurt (Regie: M. Freihof)
- 2009 Ein Sommernachtstraum (Lysander), Stadttheater Klagenfurt (Regie: J. E. Köpplinger)
- 2008 Der zerbrochne Krug (Ruprecht), Stadttheater Klagenfurt (Regie: S. Mohr)
- 2007 My first sony (Yotam), Mousonturm, Frankfurt a. M. und div. Gastspiele (Regie: S. Bittoun)
- 2007 Löcher [Zero], Theater der Jugend, Wien (Regie: G. M. Bauer)
- 2007 The cocka hola company, (Casco), Drama X, Wien (Regie: A. M. Abdullah)
- 2007 Bradley – letzte Reihe, letzter Platz (Jeff Fishkin), Theater der Jugend, Wien (Regie: G. Bauer)
- 2006 Käthchen von Heilbronn (Kampfchoreografie), Landestheater Niederösterreich (Regie: J. Gleim)
- 2006 Mercury Fur (der Partygast), Théâtre National du Luxembourg (Regie: J. Maile)
- 2006 Toms midnight garden (James), Theater der Jugend, Wien (Regie: F. Braband)
- 2006 Tintenherz (Farid), Theater der Jugend, Wien (Regie: R. Kuste)
- 2005 Der geheime Garten (Collin), Theater der Jugend, Wien (Regie: T. Birkmeir)
- 2005 Der gewissenlose Mörder Hasse Karlsson (Hasse Karlsson), Theater der Jugend, Wien (Regie: F. Panhans)
- 2005 Herr der Diebe (Herr der Diebe), Theater der Jugend, Wien (Regie: F. Braband)
- 2004 Geheime Freunde (Allan Silverman), Theater der Jugend, Wien (Regie: F. Panhans)
- 2004 Ilias (Paris), Theater der Jugend, Wien (Regie: Z. Stanek)
- 2003 Romeo und Julia (Benvolio), Festspiele Rosenburg (Regie: A. Janauschek)
- 2003 Zwei Herren aus Verona (Protheus) Max Reinhardt Seminar (Regie: P. Burian)
- 2004 Dostojewski Trip (Fürst Myschkin), Max Reinhardt Seminar (Regie: D. Schneider)
- 2002 Manhattan Medea (Velasquez), Max Reinhardt Seminar (Regie: O. G. Graf)
- 1999 Der gute Mensch von Sezuan (Wang der Wasserverkäufer), Schauspiel Frankfurt, Schülerclub (Regie: A. Brill)
- 1998 West side story (Arab), Schauspiel Frankfurt, Schülerclub
- 1998 Frühlings Erwachen (Otto), Schauspiel Frankfurt, Schülerclub
- 1998 Nibelungen (ein Burgunder), Gallus Theater Frankfurt (Regie: W. Praml)

## Filmografie (Auswahl)
- 2005: Antares von Götz Spielmann
- 2005: Tatort: Die schlafende Schöne (Regie: Dieter Berner)
- 2005: 11er Haus (Regie: Harald Sicheritz)
- 2006: Armageddon – der Einschlag (Regie: Stefan Schneider)
- 2006: Freigesprochen (Regie: Peter Payer)
- 2007: SOKO Kitzbühel (Regie: Mike Zens)
- 2007: Tschuschen:Power (Regie: Jakob M. Erwa)
- 2008: Todespolka (Regie: Michael Pfeifenberger)
- 2010: SOKO Donau (Regie: Holger Gimpel)
- 2011: Ein Sommer in Kroatien (Regie: Holger Barthel)
- 2013: Bad Fucking (Regie: Harald Sicheritz)
- 2014: Boys like us (Regie: Patric Chiha)
- 2014: Marthes Geheimnis (Regie: Roland Suso Richter)
- 2016: Schnell ermittelt (Regie: Michael Riebl)
- 2017: SOKO Kitzbühel (Regie: Claudia Jüptner)
- 2018: SOKO Donau (Regie: Holger Barthel)
- 2019: Universum History: Richard Löwenherz – ein König in der Falle (Regie: Fritz Kalteis)
- 2021: SOKO Donau: Klassenkampf (Regie: Olaf Kreinsen)
- 2022: Der Kroatien Krimi – Split vergisst nie (Regie: Michael Kreindl)
- 2023: SOKO Donau: Kein zurück (Regie: Katharina Heigl)
- 2025: SOKO Donau: Blaulichtmilieu (Fernsehserie)